# شيليس جونز
شيليس جونز (من مواليد 26 يوليو 2002) لاعبة جمباز فني أمريكية وعضوة في الفريق الفائز بالميدالية الذهبية في بطولة العالم للجمباز الفني 2022 وبطولة العالم للجمباز الفني 2023 وبطولة الألعاب الأمريكية 2018، على المستوى الفردي حصلت على الميدالية الفضية في بطولة العالم 2022 في حدث عارضات غير متوازية والميدالية البرونزية في بطولة العالم 2023 في عارضات غير متوازية. جونز هي أيضًا بطلة الولايات المتحدة الوطنية مرتين في عارضات غير متوازية (2022-2023) وبطلة الولايات المتحدة الوطنية في حركات الأرضية لعام 2022. 

## نشأتها
ولدت شيليس جونز في سياتل بواشنطن لوالديها سيلفستر جونز ولاتريس براينت. ولديها شقيقتان. بدأت ممارسة الجمباز في عام 2006. توفي والدها في عام 2021 بعد معركة طويلة مع مرض الكلى.